# Genteknik

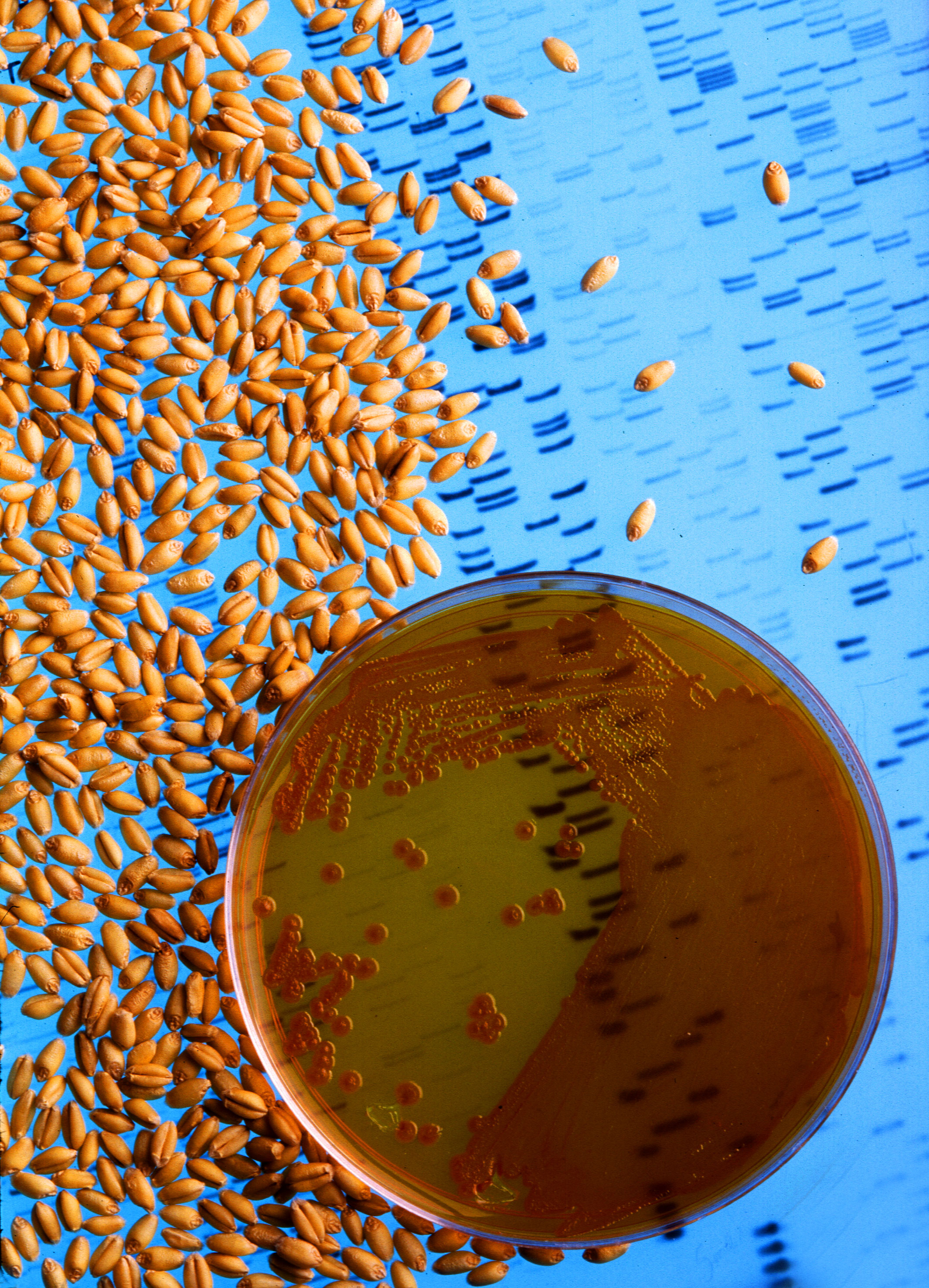
Bakterieodling på agarplatta.

Genteknik kallas arbetet med att urskilja och flytta DNA-segment. Inom gentekniken finns det ett antal olika tekniker som används för att undersöka och överföra generna. Genteknik är ett kraftfullt verktyg för grundforskning om celler och deras olika komponenter.
Med hjälp av genteknik kan i medicinskt syfte bland annat bakterier modifieras så att de tillverkar mänskligt insulin eller ett fårembryo modifieras så att fåret tillverkar mänskligt tillväxthormon i sin mjölk. Genteknik kan användas för att förstå och motverka en lång rad sjukdomar som till exempel AIDS, leversjukdomar och kärlsjukdomar.
Man använder genteknik för att kunna utnyttja informationen som finns lagrad i DNA. På grund av DNA-molekylens storlek behövs den delas upp i mindre bitar, så kallade DNA-fragment, för att kunna göra förändringar i den. Förr delades DNA upp med hjälp av restriktionsenzymer, som ursprungligen kommer från bakterier. Restriktionsenzymerna är skapade för att klippa upp DNA på ett specifikt ställe. Numera används CRISPER/Cas9 som är lättare att använda. När man ska sammanfoga DNA-molekylen igen använder man sig istället av en ligas som binder samman DNA-fragmenten. 
Gentekniken är indelad i fyra olika huvudgrupper: Överföring av gener till organismer, kloning, genterapi och DNA-analys.
Om man kopplar ihop delar av DNA-molekylen från olika arter får man hybrid-DNA.

## Samhälle
Genteknik kan gynna bland annat utvecklingsländer där fattigdom är vanligt. Brist på kunskap och pengar leder ofta till att man inte får i sig alla näringsämnen. Men med hjälp av genteknik har man kunnat höja näringsvärdena i vissa växter. 
I Afrika är kassavaroten en viktig föda, men innehåller liksom vår potatis huvudsakligen kolhydrater och endast i begränsad omfattning andra näringsämnen. Roten växer bra i varma klimat och man har därför valt att genmodifiera den för att göra den mer näringsrik. När växten sedan förökar sig sprids dess nya egenskaper.
Transgena växter är vanligare inom livsmedelsproduktionen i Amerika och Asien, medan det i Europa finns en större skepsis mot genmodifiering och genmodifierade livsmedel.

## Historia
Människor har förändrat genomerna av arter i tusentals år genom selektiv uppfödning eller artificiellt urval i motsats till naturligt urval, och mer nyligen genom mutagenes. Genteknik som direkt editering av DNA gjord av människor utanför avel och mutationer har bara funnits sedan 1970-talet.
Begreppet "genteknik" myntades först av Jack Williamson i sin science fiction roman Dragon Island, publicerad 1951 - ett år innan DNA:s roll i ärftlighet bekräftades av Alfred Hershey och Martha Chase, och två år innan James Watson och Francis Crick visade att DNA-molekylen har en dubbelhelixstruktur. Det allmänna begreppet "direktgenetisk manipulation" förekommer dock i rudimentär form i Stanley G. Weinbaums 1936 science fiction-berättelse Proteus Island.